# 安曇野ジャンセン美術館
安曇野ジャンセン美術館 (あづみのジャンセンびじゅつかん) は、長野県安曇野市にある私立美術館で、アルメニア人画家ジャン・ジャンセンの世界初の専門美術館として1993年4月24日に開館した。開館当初の名称は安曇野ジャンセン・塚原美術館。安曇野アートライン加盟施設。ジャンセン（1920年-）は、フランスを拠点に活動するアルメニア出身の画家であリ、素晴らしい卓越したデッサン力を武器に、数々のコンクールで受賞を重ね現在に至るまで高い評価を得て、ここ安曇野市で世界初のジャンセン美術館である「安曇野ジャンセン美術館」が開館した。塚原和嘉穂の美しい建築も見所とされる。さらにアルメニア大虐殺を題材とした一連の作品により画家としての功績が広く認められ、フランス政府からレジオン・ドヌール勲章、故国アルメニアからも国家勲章が授与されている。冬期は休館する。

## 主な収蔵作品
- バレリーナの吐息（バレリーナシリーズ）
- ベニスのはしけ（ベニスシリーズ）
- 王と女王の舞踏会（マスカラードシリーズ）
- 老人と子供
- 画家とモデル

## 施設建築概要
- 設立年:1991年7月
- 竣工年:1992年4月
- 設計:塚原和嘉穂
- 施工:鹿島建設
- 構造: コンクリート
- 規模:地上2階
- 延べ面積:6,000m2

## 所在地
〒399−8301　長野県安曇野市穂高有明4018-6

## アクセス
- マイカー利用の場合
  - 長野自動車道安曇野ICから約11km。自動車で約20分。
- JR利用の場合
  - 大糸線穂高駅から約4km。駅前タクシー利用で6 - 7分、その他貸自転車有。

## ギャラリー

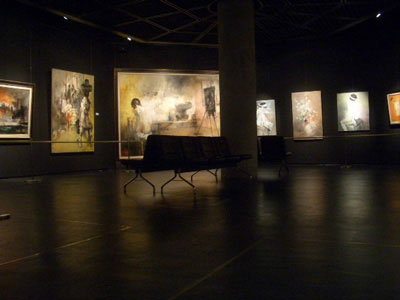
展示室の様子
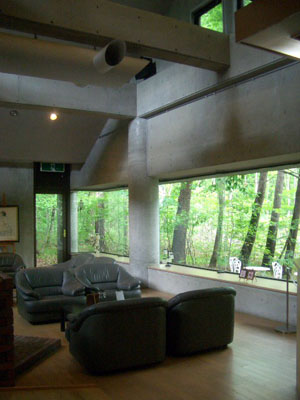
館内ロビーカフェ

## 周辺情報
- 安曇野市天蚕振興会
- アートスペース常念麓
- 安曇野しゃくなげの湯
- 八面大王足湯
- Vif穂高

## 関連団体
- 安曇野美術館連絡協議会
- 安曇野市観光協会
- 安曇野市商工会